# Qualificazioni alla Coppa delle nazioni oceaniane 2024
Le qualificazioni alla Coppa delle nazioni oceaniane 2024 si sono giocate al Teufaiva Sport Stadium di Nukuʻalofa, a Tonga, dal 20 al 26 marzo 2024. Vi hanno partecipato le tre nazionali membri dell'OFC con il ranking FIFA più basso e per meriti sportivi (ossia Samoa, Tonga e Isole Cook). Sono state invece escluse le Samoa Americane, che non vi hanno preso parte, per la prima volta dal 1996.
Inoltre, per la prima volta dal 2002, le qualificazioni alla Coppa delle nazioni oceaniane sono state separate a quelle per i mondiali di calcio.

## Regolamento
Girone all'italiana con partite di sola andata, la squadra prima in classifica si qualifica per la fase finale della Coppa delle nazioni oceaniane 2024.

## Risultati
| Pos. | Squadra    | Pt | G | V | N | P | GF | GS | DR |
| ---- | ---------- | -- | - | - | - | - | -- | -- | -- |
| 1.   | Samoa      | 6  | 2 | 2 | 0 | 0 | 5  | 1  | +4 |
| 2.   | Isole Cook | 3  | 2 | 1 | 0 | 1 | 1  | 1  | 0  |
| 3.   | Tonga      | 0  | 2 | 0 | 0 | 2 | 1  | 5  | -4 |

| Arbitro: | Gardener |

|            |           |                                                 |
| Kite 90+5’ | Marcatori | 11’ (rig.) Tumua 45+1’, 60’ Viliamu 89’ Stowers |

| Arbitro: | Oito |

|             |           |  |
| Taualai 88’ | Marcatori |  |

| Arbitro: | Fairamoa |

|             |           |  |
| Saghabi 38’ | Marcatori |  |